# Díszmolyfélék
A díszmolyfélék  a valódi lepkék (Glossata) alrendjébe tartozó Gelechioidea öregcsalád egyik családja. A hagyományos felosztás szerint – amint erre nevük is utal – a molylepkék (Microlepidoptera) közé tartoznak.
Korábban a jelenleginél is sokkal több fajt soroltak ide, de a közelmúltban külön családokba sorolták az alábbi fajokat:
- Laposmolyfélék (Depressariidae)
- Tavaszi molyfélék (Chimabachidae)
- Avarmolyfélék (Autostichidae)
- Rózsás díszmolyfélék (Deuterogonidae)
- Carcinamolyfélék (Peleopodidae)
- Erdei díszmolyfélék (Amphisbatidae)

A családban még így is mintegy háromezer faj maradt; hazánkban ezek közül negyvenöt él. Ezek a viszonylag nagy molylepkék onnan kapták a nevüket, hogy szárnyaikon díszes rajzolat látható. Hernyóik különféle növényeken élnek; egyes fajok növényi hulladékokkal táplálkoznak.

## Rendszertani felosztásuk a hazai fajokkal
A módfelett fajgazdag családot  hagyományosan hét alcsaládra és további tíz – alcsaládba nem sorolt – nemre tagolták. Az új családok létrehozása után az alábbi alcsaládok maradtak:
1. alcsalád: Hypertrophinae
2. alcsalád: díszmolyformák (Oecophorinae)
3. alcsalád: termésmolyformák (Stathmopodinae)
4. alcsalád: Stenomatinae
5. alcsalád: Xyloryctina
Alcsaládba nem sorolt nemek:
- Amseloecia
- Callimodes
- Colchia
- Hasenfussia
- Luquetia
- Minetia
- Orienta
- Schiffermuellerina
- Variacma
- Zizyphia

Az újabb felosztások között van olyan szélsőséges is, amelyben mindössze két alcsalád szerepel:
- díszmolyformák (Oecophorinae)
- termésmolyformák (Stathmopodinae)

és vannak köztes, „átmeneti” megoldások is.
A Magyarországon honos fajok mind az Oecophorinae alcsaládba tartoznak, amit valamennyi szakember elismer egy lehetséges kivétellel:
- a rózsavörös díszmolyt (Deuterogonia pudorina Wocke, 1857) egyes szerzők[3] a külön a Deuterogonia nemnek újonnan létrehozott Deuterogoninae alcsaládban helyezik el.

Az Oecophorinae alcsalád (és ezzel a díszmolyok) Magyarországon legismertebb faja a kéreglakó díszmoly (Epicallima formosella Denis & Schiffermüller, 1775).